# Casa Bolton
La Casa Bolton es una casa noble ficticia de la serie de novelas de fantasía heroica Canción de hielo y fuego, escritas por George R. R. Martin. Es una casa antigua, cuyos orígenes se remontan a la Edad de los Héroes, son banderizos leales a la Casa Stark de Invernalia, aunque siempre han mantenido una fuerte rivalidad. Es una de las casas más poderosas del norte de Poniente. Su escudo es un hombre desollado, por la antigua tradición de desollar a sus prisioneros en sus mazmorras. Su asentamiento se localiza en Fuerte Terror.

## Historia
La Casa Bolton es una antigua y poderosa casa del Norte cuya existencia se remonta a los antiguos Reyes en el Norte. Los Bolton pugnaron durante décadas contra la Casa Stark por el dominio del Norte; la tradición de los Bolton incluía desollar a sus enemigos, lo cual era práctica habitual con los Stark que capturaban. Debido a esta "tradición", los Bolton se ganaron una oscura fama entre las casas del Norte, rumoreándose que su bastión, Fuerte Terror, estaba maldito, e incluso una de las teorías que hablaban del Rey de la Noche decían que era un Bolton. En cualquier caso, el Rey en el Norte, Harlon Stark, sitió Fuerte Terror durante dos años logrando tomar la fortaleza; entonces los Bolton juraron vasallaje a los Stark de Invernalia y renunciaron a la práctica de la desollación.
Al estallar la Rebelión de Robert, los Bolton siguieron la llamada de Eddard Stark a sus vasallos, y Lord Roose Bolton combatió en la Batalla del Tridente, donde recomendó ejecutar a Ser Barristan Selmy, un miembro de la Guardia Real, aunque Robert Baratheon igualmente lo perdonó.
Cuando Eddard Stark es arrestado y su hijo Robb Stark convoca a sus vasallos, Lord Roose responde enviando a sus tropas de Fuerte Terror. Roose y Robett Glover exigen el mando del ejército norteño, concediéndoselo Robb cuando este divide a su ejército en Los Gemelos. Roose lidera a una parte de las fuerzas norteñas cuyo objetivo era distraer a los ejércitos de Lord Tywin Lannister. Las huestes de Lord Bolton se enfrentan a las de los Lannister en la Batalla del Forca Verde cuando Roose planeaba atacar a los Lannister cuando estuvieran desprevenidos, pero es derrotado y puesto en fuga.
Siguiendo las órdenes de Edmure Tully, Lord Roose y Ser Helman Tallhart parten hacia Harrenhal, bastión que los norteños toman cuando Roose pacta con la Compañía Audaz que estos traicionen a los Lannister y les entreguen la fortaleza. Ya en Harrenhal, se descubre que Bolton ha tomado como esposa a una de las hijas de Lord Walder Frey y que planea entregar Harrenhal a Vargo Hoat, el líder de la Compañía Audaz. Por otra parte, su hijo bastardo, Ramsay Nieve, se casa a la fuerza y después mata a Lady Donella Manderly para quedarse con las tierras de la Casa Hornwood, ya que Lady Donella era la viuda del último Lord Hornwood que murió sin descendencia. Ser Rodrik Cassel, castellano de Invernalia, envía una fuerza contra él y a Ramsay se le da por muerto. Pero en realidad Ramsay sobrevivió y logra ocultarse en Invernalia bajo la identidad de Hediondo, allí engaña a Theon Greyjoy (que había tomado la fortaleza aprovechando la ausencia de Ser Rodrik) para que abra las puertas a su ejército, el cual toma, saquea y quema Invernalia después de matar a todos sus habitantes. Anteriormente Ramsay había aniquilado al ejército norteño que Ser Rodrik envió para recuperar Invernalia.
Roose envía a un ejército norteño que es derrotado por Lord Randyll Tarly en la Batalla del Valle Oscuro. Al mismo tiempo, Jaime Lannister es capturado por la Compañía Audaz y enviado a Harrenhal, donde Roose le ofrece dejarle regresar a Desembarco del Rey a cambio de que jure que él no tuvo nada que ver en la pérdida de su mano. Lord Bolton parte entonces a Los Gemelos para asistir a la boda entre Edmure Tully y una de las hijas de Lord Frey, allí se producirán los sucesos de la Boda Roja donde se descubre que Roose se ha aliado con los Lannister y los Frey para traicionar a los Stark, matando él personalmente a Robb Stark. En recompensa por estos actos, Tywin Lannister nombra a Roose como Guardián del Norte y su bastardo Ramsay es legitimado, pasando a llamarse Ramsay Bolton.
Roose parte al Norte donde aún tiene que expulsar a los Hombres del Hierro que lo han invadido. Roose duda también de la lealtad de algunas de las casas norteñas. Por otra parte, Ramsay ha estado torturando a Theon Greyjoy hasta el punto de llegar a ponerle bajo su control, y con su ayuda logra tomar Foso Cailin. Lord Roose y Ramsay parten hacia Invernalia con un refuerzo de tropas de los Frey esperando la llegada de Stannis Baratheon, el cual ha llegado al Norte y pretende poner a las casas norteñas en su favor contra los Lannister y los Bolton.

## Árbol genealógico
| ? (primera esposa) | ? (primera esposa) | ? (primera esposa) | ? (primera esposa) | ? (primera esposa) | ? (primera esposa) |  |  | ? | ? | ? | ? | ?            | ?            |              |              | Roose Bolton | Roose Bolton | Roose Bolton | Roose Bolton | Roose Bolton | Roose Bolton |         |         | Bethany Ryswell (segunda esposa) | Bethany Ryswell (segunda esposa) | Bethany Ryswell (segunda esposa) | Bethany Ryswell (segunda esposa) | Bethany Ryswell (segunda esposa) | Bethany Ryswell (segunda esposa) |  |  | Walda Frey (tercera esposa) | Walda Frey (tercera esposa) | Walda Frey (tercera esposa) | Walda Frey (tercera esposa) | Walda Frey (tercera esposa) | Walda Frey (tercera esposa) |
| ? (primera esposa) | ? (primera esposa) | ? (primera esposa) | ? (primera esposa) | ? (primera esposa) | ? (primera esposa) |  |  | ? | ? | ? | ? | ?            | ?            |              |              | Roose Bolton | Roose Bolton | Roose Bolton | Roose Bolton | Roose Bolton | Roose Bolton |         |         | Bethany Ryswell (segunda esposa) | Bethany Ryswell (segunda esposa) | Bethany Ryswell (segunda esposa) | Bethany Ryswell (segunda esposa) | Bethany Ryswell (segunda esposa) | Bethany Ryswell (segunda esposa) |  |  | Walda Frey (tercera esposa) | Walda Frey (tercera esposa) | Walda Frey (tercera esposa) | Walda Frey (tercera esposa) | Walda Frey (tercera esposa) | Walda Frey (tercera esposa) |
|                    |                    |                    |                    |                    |                    |  |  |   |   |   |   |              |              |              |              |              |              |              |              |              |              |         |         |                                  |                                  |                                  |                                  |                                  |                                  |  |  |                             |                             |                             |                             |                             |                             |
|                    |                    |                    |                    |                    |                    |  |  |   |   |   |   | Ramsay Nieve | Ramsay Nieve | Ramsay Nieve | Ramsay Nieve | Ramsay Nieve | Ramsay Nieve |              |              | Domeric      | Domeric      | Domeric | Domeric | Domeric                          | Domeric                          |                                  |                                  |                                  |                                  |  |  |                             |                             |                             |                             |                             |                             |

## Miembros históricos

### Señores de Fuerte Terror
- Royce II: Rey Rojo, consiguió tomar y saquear Invernalia.

- Royce IV Brazorroto: Rey Rojo, era célebre por desollar con sus propias manos. Consiguió tomar y saquear Invernalia.

- Rogar el Cazador: Último Rey Rojo, se rindió ante los Reyes en el Norte, los Stark. Por entonces se producían las invasiones Ándalas.

- Belthasar: Señor de Fuerte Terror durante la guerra entre los Stark y la Casa Arryn por Tres Hermanas. Se hizo célebre por organizar violaciones y desollaciones de los habitantes de Tres Hermanas.

### Otros miembros
- Barba: durante el reinado de Aegon III Targaryen acudió a un baile para determinar a la nueva esposa del rey, dirigiéndose a él de manera atrevida para informarle de los padecimientos de su pueblo.

- Domeric: único hijo y heredero de Lord Roose Bolton, falleció de una enfermedad estomacal, aunque se cree que pudo ser asesinado por su hermano bastardo, Ramsay Nieve.

- Datos: Q8341562